# Eugène-François Vidocq
Eugène-François Vidocq (Pronúncia em francês: [øʒɛn fʁɑ̃swa viˈdɔk]; nascido em 23 de julho de 1775 – morto em  11 maio 1857) foi um criminoso e criminalista francês cuja vida inspirou inúmeros escritores, como Victor Hugo, Honoré de Balzac (na criação da personagem Vautrin), Edgar Allan Poe e Conan Doyle. Foi um forçado que se tornou o fundador e primeiro diretor da Sûreté Nationale (Segurança Nacional, em francês), polícia especializada em investigações criminais, bem como o chefe da primeira agência de detetives particulares. É, por isso, considerado o pai da criminologia moderna.